# Sampha
Sampha Sisay, noto solo come Sampha (Morden, 16 novembre 1988), è un cantautore e produttore discografico britannico.
Vincitore del Mercury Prize per il miglior album del 2017 con Process, ha ottenuto successo grazie alle numerose collaborazioni e produzioni con artisti di fama internazionale, tra cui Kanye West, Drake, Alicia Keys, Beyoncé e Solange Knowles, Lil Wayne, Jessie Ware, Kendrick Lamar e il gruppo britannico Florence and the Machine.

## Biografia
Nato a Morden, nel sud di Londra, ha origini della Sierra Leone.
Ha pubblicato il primo EP nel 2010. Nei primi anni di carriera ha lavorato con SBTRKT in qualità di produttore ed ha remixato brani di The xx, Zero 7 e Bobby Caldwell.
Nel 2011 ha collaborato con Jessie Ware per Valentine e What You Won't Do for Love e con Lil Silva per On Your Own.
Nel 2013 ha collaborato con Drake per due brani, ossia Too Much e The Motion, dei quali è anche coproduttore. L'anno seguente ha partecipato al brano Play di Katy B ed ha collaborato con Emile Haynie, Charlotte Gainsbourg e Devonté Hynes per A Kiss Goodbye.
Nel 2016 ha duettato con Solange in Don't Touch My Hair, dall'album A Seat at the Table, del quale è coproduttore, ha inoltre collaborato con Kanye West nel brano Saint Pablo.
Nel 2017 collabora nuovamente con Drake per 4422.
Nel febbraio 2017 ha pubblicato il suo primo album in studio Process, edito da Young Turks e coprodotto da Rodaidh McDonald. Il disco si è aggiudicato il Premio Mercury 2017.

## Discografia

### Album in studio
- 2017 - Process
- 2023 - Lahai

### EP
- 2010 - Sundanza
- 2013 - Dual